# Marek Barański
Marek Kazimierz Barański (* 19. April 1943 in Warschau, Polen) ist ein polnischer Historiker. Sein Spezialgebiet ist die Mediävistik.

## Leben und Wirken
Barański beendete sein Studium der Geschichte an der Universität Warschau im Jahre 1971 mit einer Arbeit über den Ursprung der Ratsherren in Schlesien, Großpolen und Kleinpolen im 13. und 14. Jahrhundert unter der Aufsicht von Benedykt Zientara (1928–1983). 1971–1978 arbeitete Barański am Historischen Institut der Universität Warschau und war in dieser Zeit Mitarbeiter des Komitees zur Verteidigung der Arbeiter. Im Januar 1978 verteidigte er an der Universität Warschau seine unter der Leitung von Benedykt Zientara verfasste Dissertation Großgrundbesitz in Ungarn in der ersten Hälfte des 12. Jahrhunderts. Einen Monat später wurde er wegen politischer Aktivitäten entlassen und arbeitete anschließend im Warschauer Hauptarchiv für historische Aufzeichnungen, in dem Dokumente vom 12. Jahrhundert bis zum Ersten Weltkrieg aufbewahrt werden. Von 1977 bis 1981 arbeitete er für die Untergrundzeitschriften „Głos“ und „Krąg“. 1981 wurde er wieder an die Universität berufen. Vom 13. Dezember 1981 bis zum 7. Juli 1982, während der Herrschaft von Verteidigungsminister und Ministerpräsident Jaruzelski, wurde er interniert und arbeitete danach wieder an der Universität Warschau. 1993 verfasste er eine Habilitationsschrift über ein Landgut in Nowy Sącz, das 1610 in den Besitz eines Klarissenklosters kam, und wurde 1996 zum Professor an der Universität Warschau ernannt. Von 2007 bis 2013 unterrichtete er an der Fakultät für Geschichts- und Sozialwissenschaften an der Kardinal-Stefan-Wyszyński-Universität Warschau.
Anlässlich eines Studienaufenthalts in Marburg am Herder-Institut im Jahre 2003 entdeckte Barański, zu jener Zeit Geschäftsführer der Polnischen Werkstätten für Denkmalpflege, 110 deutsche Luftaufnahmen von Warschau aus dem Jahre 1944, die im März 2008 unter dem Titel „Warschau – Der letzte Blick“ öffentlich ausgestellt wurden.

## Auszeichnungen
- Orden Polonia Restituta (2006)[6]